# Dávid Leško
Dávid Leško (* 4. června 1988, Prešov) je slovenský útočník, od ledna 2016 působící v klubu FK Senica.

## Klubová kariéra
Jeho mládežnická léta jsou spojená s klubem 1. FC Tatran Prešov, kde se v roce 2008 propracoval do prvního týmu, odkud následně zamířil hostovat do ŠK Futura Humenné. Na podzim 2011 působil na hostování v týmu MŠK Rimavská Sobota. V ročníku 2012/13 hostoval v OŠFK Šarišské Michaľany. Od následující sezony pravidelně nastupoval za Prešov. Podzim 2015 ho zastihl v dobré formě, když dal v 18 utkáních 16 branek a stal se druhým nejlepším střelcem 2. ligy.

### FK Senica
V lednu 2016 odešel do FK Senica, kde podepsal dvouletý kontrakt. Ve slovenské nejvyšší soutěži v dresu Senice debutoval pod trenérem Dušanem Vrtěm v ligovém utkání 20. kole (27. 2. 2016) proti FO ŽP Šport Podbrezová (prohra Senice 0:1), odehrál celý zápas.